# Wakagoi Cup
La Wakagoi Cup (ufficialmente conosciuta come Hiroshima Aluminium Cup Wakagoi Tournament) è una competizione di Go giapponese riservata ai membri della Nihon Ki-in fino a 7 dan e fino a 30 anni. Il tempo di riflessione consiste in un byoyomi di 30 secondi a mossa, il komi di 6,5; il premio del vincitore è stato di ¥ 2.000.000 (€ 16.000) fino al 2015, quando è diventato di ¥ 3.000.000 (€ 24.000).
La competizione è stata iniziata nel 2006, ed è sponsorizzata dalla Hiroshima Aluminum Industry Co., Ltd.
Con la sua vittoria su Makoto Son 7p nel 2020, Rina Fujisawa è stata la prima donna a vincere un torneo professionistico giapponese riconosciuto dalla federazione. Xie Yimin aveva vinto la Wakagoi Cup nel 2006, ma all'epoca questa competizione non era riconosciuta ufficialmente dalla Nihon Ki-in.

## Albo d'oro
|     | Anno | Vincitore      | Secondo classificato |
| --- | ---- | -------------- | -------------------- |
| 1.  | 2006 | Xie Yimin      | Lee Ishu             |
| 2.  | 2007 | Shida Tatsuya  | Mitani Tetsuya       |
| 3.  | 2008 | Mitani Tetsuya | Anzai Nobuaki        |
| 4.  | 2009 | Uchida Shuhei  | Yamamori Tadanao     |
| 5.  | 2010 | Terayama Rei   | Yamamoto Kentaro     |
| 6.  | 2011 | Uchida Shuhei  | Shida Tatsuya        |
| 7.  | 2012 | Shinji Suzuki  | Ichiriki Ryo         |
| 8.  | 2013 | Ichiriki Ryo   | Fujita Akihiko       |
| 9.  | 2014 | Motoki Katsuya | Mutsuura Yuta        |
| 10. | 2015 | Terayama Rei   | Shida Tatsuya        |
| 11. | 2016 | Ichiriki Ryo   | Motoki Katsuya       |
| 12  | 2017 | Lee Ishu       | Yo Chito             |
| 13  | 2018 | Akihiko Fujita | Yoshihiro Koike      |
| 14  | 2019 | Tomoya Hirata  | Mutsuura Yuta        |
| 15  | 2020 | Rina Fujisawa  | Makoto Son           |
| 16  | 2021 | Ueno Asami     | Nishi Takenobu       |
| 17  | 2022 | Ueno Asami     | Yoshihiro Koike      |
| 18  | 2023 | Hirose Yuichi  | Yoshihiro Koike      |
| 19  | 2024 | Yokotsuka Riki | Hirose Yuichi        |